# Šílenství krále Jiřího
Šílenství krále Jiřího (v anglickém originále Madness of King George) je britský životopisný historický komediálně-dramatický film z roku 1994, jehož režie se ujal Nicholas Hytner. Vypráví skutečný příběh zhoršujícího se duševního zdraví Jiřího III. a jeho stejně klesajícího vztahu s jeho nejstarším synem, Jiřím IV.
Film získal Filmovou cenu Britské akademie v kategoriích nejlepší britský film a nejlepší mužský herecký výkon v hlavní roli (Nigel Hawthorne) a cenu Oscara v kategorii nejlepší výprava (Ken Adam, Carolyn Scott). Další nominace na Oscara získal v kategoriích nejlepší mužský herecký výkon v hlavní roli (Hawthorne), nejlepší ženský herecký výkon ve vedlejší roli (Helen Mirren) a nejlepší adaptovaný scénář. Helen Mirren také získala cenu na Filmovém festivalu v Cannes.

## Obsazení
- Nigel Hawthorne jako Jiří III.
- Helen Mirren jako Šarlota Meklenbursko-Střelická
- Ian Holm jako Francis Willis
- Amanda Donohoe jako Elizabeth Herbert
- Rupert Graves jako poručík Greville
- Geoffrey Palmer jako doktor Richard Warren
- Rupert Everett jako Jiří IV., princ Waleský
- Jim Carter jako Charles James Fox
- Julian Rhind-Tutt jako princ Frederick, vévoda z Yorku
- Julian Wadham jako William Pitt mladší
- Anthony Calf jako Lord Charles Fitzroy
- Adrian Scarborough jako William Fortnum
- John Wood jako Lord Edward Thurlow
- Struan Rodger jako Henry Dundas, 1. vikomt Melville
- Janine Duvitski jako Margaret Nicholson
- Caroline Harker jako Maria Fitzherbert
- Roger Hammond jako George Baker
- Cyril Shaps jako Lucas Pepys
- Selina Cadell jako paní Cordwellová

## Přijetí

### Tržby
Film vydělal přes 15 milionů dolarů v Severní Americe. 

## Ocenění a nominace
| Ocenění                                    | Kategorie                                                | Nominovaní                                            | Výsledek  |
| ------------------------------------------ | -------------------------------------------------------- | ----------------------------------------------------- | --------- |
| British Society of Cinematographers Awards | Nejlepší kamera                                          | Anderw Dunn                                           | vítězství |
| Empire Awards                              | Nejlepší mužský herecký výkon v hlavní roli              | Nigel Hawthorne                                       | vítězství |
| Evening Standard British Film Award        | Nejlepší film                                            |                                                       | vítězství |
| Evening Standard British Film Award        | Nejlepší scénář                                          | Alan Bennett                                          | vítězství |
| Evening Standard British Film Award        | Nejlepší technický/umělecký směr                         | Andrew Dunn                                           | vítězství |
| Filmová cena Britské akademie              | Nejlepší film                                            |                                                       | nominace  |
| Filmová cena Britské akademie              | Nejlepší britský film                                    |                                                       | vítězství |
| Filmová cena Britské akademie              | Nejlepší režie                                           | Nicholas Hytner                                       | nominace  |
| Filmová cena Britské akademie              | Nejlepší mužský herecký výkon v hlavní roli              | Nigel Hawthorne                                       | vítězství |
| Filmová cena Britské akademie              | Nejlepší ženský herecký výkon v hlavní roli              | Helen Mirren                                          | nominace  |
| Filmová cena Britské akademie              | Nejlepší mužský herecký výkon ve vedlejší roli           | Ian Holm                                              | nominace  |
| Filmová cena Britské akademie              | Nejlepší adaptovaný scénář                               | Alan Bennett                                          | nominace  |
| Filmová cena Britské akademie              | Nejlepší filmová hudba                                   | George Fenton                                         | nominace  |
| Filmová cena Britské akademie              | Nejlepší kamera                                          | Andrew Dunn                                           | nominace  |
| Filmová cena Britské akademie              | Nejlepší výprava                                         | Ken Adam                                              | nominace  |
| Filmová cena Britské akademie              | Nejlepší kostýmy                                         | Mark Thompson                                         | nominace  |
| Filmová cena Britské akademie              | Nejlepší střih                                           | Tariq Anwar                                           | nominace  |
| Filmová cena Britské akademie              | Nejlepší zvuk                                            | Christopher Ackland, David Crozier a Robin O'Donoghue | nominace  |
| Filmová cena Britské akademie              | Nejlepší masky a účesy                                   | Lisa Westcott                                         | vítězství |
| Filmový festival v Cannes                  | Nejlepší ženský herecký výkon v hlavní roli              | Helen Mirren                                          | vítězství |
| Filmový festival v Cannes                  | Palme d'Or                                               | Nicholas Hytner                                       | nominace  |
| Goya Award                                 | Nejlepší evropský film                                   |                                                       | nominace  |
| London Film Critics' Circle Award          | Nejlepší film                                            |                                                       | vítězství |
| London Film Critics' Circle Award          | Nejlepší mužský herecký výkon v hlavní roli              | Nigel Hawthorne                                       | vítězství |
| London Film Critics' Circle Award          | Nejlepší ženský herecký výkon v hlavní roli              | Helen Mirren                                          | nominace  |
| London Film Critics' Circle Award          | Nejlepší adaptovaný scénář                               | Alan Bennett                                          | vítězství |
| London Film Critics' Circle Award          | Nejlepších technický úspěch                              | Ken Adam                                              | vítězství |
| National Board of Review                   | Nejlepších deset filmů                                   |                                                       | vítězství |
| Oscar                                      | Nejlepší mužský herecký výkon v hlavní roli              | Nigel Hawthorne                                       | nominace  |
| Oscar                                      | Nejlepší ženský herecký výkon ve vedlejší roli           | Helen Mirren                                          | nominace  |
| Oscar                                      | Nejlepší adaptovaný scénář                               | Alan Bennett                                          | nominace  |
| Oscar                                      | Nejlepší výprava                                         | Ken Adam, Carolyn Scott                               | vítězství |
| Writers Guild of America Awards            | Nejlepší scénář – film                                   | Alan Bennett                                          | vítězství |
| Writers' Guild of Great Britain Awards     | Nejlepší scénář inspirován dříve publikovaným materiálem | Alan Bennett                                          | nominace  |